# Max Hagmayr
Max Hagmayr (Wels, 1956. november 16. –) válogatott osztrák labdarúgó, csatár, edző.

## Pályafutása

### Klubcsapatban
1975 és 1982 között VÖEST Linz labdarúgója volt. 1982–83-ban a nyugatnémet Karlsruher SC csapatában szerepelt. 1983–84-ban a Rapid Wien, 1984 és 1988 között a LASK Linz játékosa volt.

### A válogatottban
1979 és 1982 között kilenc alkalommal szerepelt az osztrák válogatottban és egy gólt szerzett. Tagja volt az 1982-es spanyolországi világbajnokságon részt vevő csapatnak.

### Edzőként
1996-ban a LASK Linz vezetőedzője volt.

## Sikerei, díjai
Rapid Wien
- Osztrák kupa
  - győztes: 1984